# Albert H. Tracy
Albert Haller Tracy (* 17. Juni 1793 in Norwich, Connecticut; † 19. September 1859 in Buffalo, New York) war ein US-amerikanischer Jurist und Politiker. Zwischen 1819 und 1825 vertrat er den Bundesstaat New York im US-Repräsentantenhaus. Der Kongressabgeordnete Phineas L. Tracy war sein Bruder.

## Werdegang
Albert H. Tracy wurde ungefähr zehn Jahre nach dem Ende des Unabhängigkeitskrieges im New London County geboren. Er verfolgte klassische Altertumswissenschaft. Danach studierte er Medizin. 1811 zog er nach New York. Er gab Medizin auf und studierte Jura. Nach dem Erhalt seiner Zulassung als Anwalt 1815 begann er in Buffalo zu praktizieren.
Als Gegner einer zu starken Zentralregierung schloss er sich in jener Zeit der von Thomas Jefferson gegründeten Demokratisch-Republikanischen Partei an. Bei den Kongresswahlen des Jahres 1818 für den 16. Kongress wurde Tracy im 21. Wahlbezirk von New York in das US-Repräsentantenhaus in Washington, D.C. gewählt, wo er am 4. März 1819 die Nachfolge von Nathaniel Allen und John Canfield Spencer antrat, welche zuvor zusammen den 21. Distrikt im US-Repräsentantenhaus vertraten. Er wurde einmal wiedergewählt. Als Folge einer Zersplitterung der Demokratisch-Republikanischen Partei vor und während der Präsidentschaft von John Quincy Adams (1825–1829) schloss er sich der Adams-Clay Fraktion an. Im Jahr 1822 kandidierte er im 30. Wahlbezirk von New York. Nach einer erfolgreichen Wahl trat er am 4. März 1823 als erster Vertreter des Distrikts den Dienst im US-Repräsentantenhaus an. Er schied nach dem 3. März 1825 aus dem Kongress aus. Während seiner Kongresszeit hatte er den Vorsitz über das Committee on Expenditures im Finanzministerium (17. Kongress).
Er saß zwischen 1830 und 1837 im Senat von New York. 1839 kandidierte er erfolglos als Kandidat der Whig für den US-Senat. Er verstarb am 19. September 1859 in Buffalo.